# Strawberry Arena
La Strawberry Arena, conosciuta anche come Nationalarenan o fino all'11 luglio 2024 come Friends Arena, è uno stadio destinato ad eventi sportivi e concerti situato a Solna, municipalità della contea di Stoccolma, in Svezia. È il più grande tra gli stadi scandinavi ed il terzo stadio indoor in Europa.
I principali beneficiari dell'impianto sono la nazionale svedese e l'AIK, entrambi precedenti beneficiari del Råsundastadion.

## Storia
Il 1º aprile 2006 la federcalcio svedese annunciò ufficialmente la costruzione di un nuovo impianto poco distante dal Råsundastadion. Il costo calcolato per la costruzione era inizialmente di 1,9 miliardi di corone, ma salì poi a 2,8 miliardi. Lo stadio rimpiazzò il Råsundastadion, che fu demolito per far posto a edifici residenziali e uffici.
Il gruppo bancario Swedbank si aggiudicò i diritti di denominazione per 153 milioni di corone (17,5 milioni di euro), con un contratto fino al 2023. Inizialmente l'impianto doveva chiamarsi Swedbank Arena ma, il 28 marzo 2012, Swedbank annunciò di aver donato i diritti alla fondazione Friends, un'organizzazione no-profit contro il bullismo nelle scuole sostenuta dalla stessa Swedbank.
Il primo grande evento ospitato dallo stadio è stata la cerimonia inaugurale, diretta da Colin Nutley e tenutasi il 27 ottobre 2012 in diretta nazionale.
La prima partita calcistica si è svolta il 14 novembre 2012 tra Svezia e Inghilterra, che ha visto vittoriosi i padroni di casa per 4-2 con quattro reti di Zlatan Ibrahimović, tra cui una rovesciata al volo da 25 metri.
L'AIK ha invece giocato la prima partita ufficiale presso il nuovo stadio il 7 aprile 2013, in occasione della seconda giornata dell'Allsvenskan 2013 che ha visto la squadra nerogialla opposta al Syrianska davanti a 43 466 spettatori.
Fin dalla sua apertura, lo stadio ha attirato numerose critiche da parte dei sostenitori dell'AIK e talvolta anche dai giocatori, tanto che la dirigenza del club non ha escluso l'idea di costruire di uno stadio di proprietà.
Sempre in ambito calcistico, la Friends Arena ha ospitato anche la finale degli Europei femminili 2013 e quella maschile della UEFA Europa League 2016-2017, vinta dal Manchester United sull'Ajax con il punteggio di 2-0. La federcalcio svedese aveva progettato di disputarvi stabilmente le finali di Coppa di Svezia ma, dopo la seconda edizione, quella del 2013-2014 che ha visto impegnate due squadre non stoccolmesi, è tornata sui suoi passi riservandosi la facoltà di scegliere altre sedi.
L'arena è frequentemente impiegata anche quale sede di concerti: tra i tanti noti artisti che si sono esibiti qui figurano, tra gli altri, Beyoncé, Coldplay, Guns N' Roses, Eminem, Ed Sheeran, Ariana Grande, Bruce Springsteen, Iron Maiden, Iron Maiden, AC/DC, The Rolling Stones, Swedish House Mafia, Depeche Mode, Taylor Swift.
Il 13 gennaio 2024 è stato rivelato che, a partire dal successivo 12 luglio, lo stadio si sarebbe chiamato (nonostante le critiche) Strawberry Arena in virtù di un nuovo accordo commerciale tra la catena alberghiera Strawberry e la Stockholm Live, azienda responsabile della gestione dell'impianto.

## Struttura
La Friends Arena è uno stadio che rientra nella categoria 4 UEFA. È in grado di accogliere oltre 50 000 spettatori per il calcio e fino a 60 000 per concerti ed altri eventi.
Dispone di un tetto retrattile, che permette di ospitare eventi anche durante la stagione invernale. La facciata dell'arena può essere illuminata in 17 milioni di combinazioni diverse: per esempio, l'esterno dell'impianto è illuminato di giallo e blu quando gioca la nazionale svedese. Il terreno di gioco è in erba naturale e misura 105 x 68 metri. Al centro del tetto è presente un cubo multimediale di 240 metri quadrati in grado di mostrare in diretta le immagini dell'evento.

## Punti di interesse

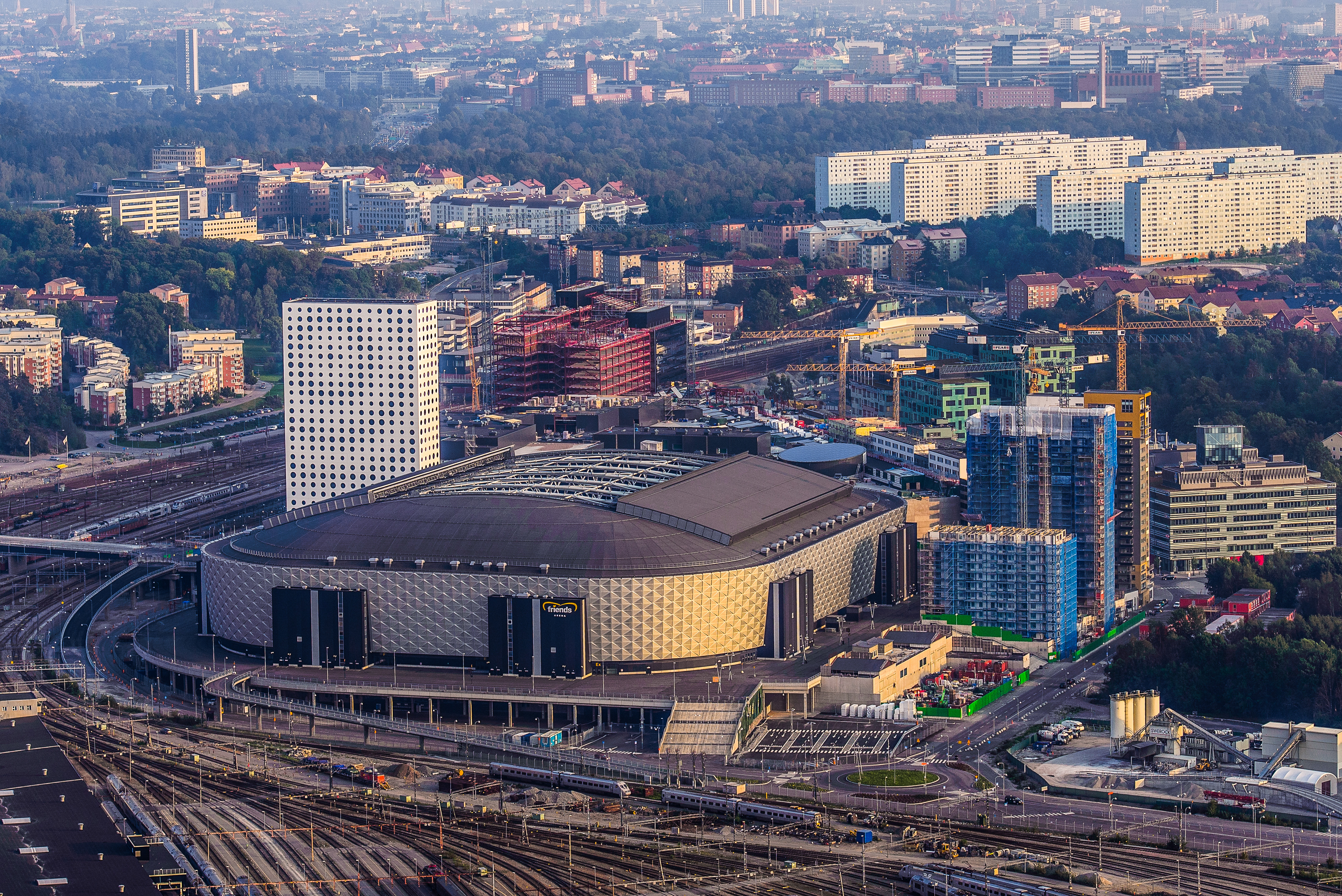
Il distretto Arenastaden nel 2014

Lo stadio fa parte del nuovo distretto chiamato Arenastaden, costruito intorno alla Friends Arena. Infatti, oltre all'impianto sono stati contestualmente edificati anche il Mall of Scandinavia (il centro commerciale più grande della Svezia con 224 tra negozi e ristoranti distribuiti su oltre 100 000 m²), un hotel con 400 camere e due ristoranti, numerosi uffici e circa 2 000 appartamenti.
La Friends Arena è facilmente raggiungibile con i trasporti pubblici. La stazione Solna station, situata a poche centinaia di metri, è servita dalla ferrovia suburbana pendeltåg e dalla linea metrotranviaria Tvärbanan, oltre che dalla linea bus 101. Lo stadio è relativamente vicino all'autostrada E4, ed è presente anche un parcheggio per circa 300 autobus e 3 700 automobili.
L'area avrà anche una propria stazione della metropolitana denominata Arenastaden, con tempi di realizzo attualmente previsti per il 2028. Essa sarà il capolinea di una nuova diramazione della linea verde.